# Народы мира. Этнографические очерки
Народы мира. Этнографические очерки — многотомная антология Института этнографии имени Н. Н. Миклухо-Маклая Академии наук СССР под общей редакцией профессора и члена-корреспондента АН СССР С. П. Толстова, выпускавшаяся издательством «Наука» в период с 1954 по 1966 гг.

## Выпущенные книги
Всего с 1954 по 1966 гг. было выпущено 18 книг, в том числе 8 однотомных и 5 двухтомных:
- Народы Австралии и Океании. (1956)
- Народы Америки. Т. 1. (1959)
- Народы Америки. Т. 2. (1959)
- Народы Африки. (1954)
- Народы Восточной Азии. (1965)
- Народы Европейской части СССР. Т. 1. (1964)
- Народы Европейской части СССР. Т. 2. (1964)
- Народы зарубежной Европы. Т. 1. (1964)
- Народы зарубежной Европы. Т. 2. (1965)
- Народы Кавказа. Т. 1. (1960)
- Народы Кавказа. Т. 2. (1962)
- Народы Передней Азии. (1957)
- Народы Сибири. (1956)
- Народы Средней Азии и Казахстана. Т. 1. (1962)
- Народы Средней Азии и Казахстана. Т. 2. (1963)
- Народы Юго-Восточной Азии. (1966)
- Народы Южной Азии. (1963)
- Численность и расселение народов мира. (1962)

## Описание книг

### Народы Африки. (1954)
- Народы Африки / Под редакцией Д. А. Ольдерогге, И. И. Потехина. — М.: Издательство Академии Наук СССР, 1954. — 734 с. — (Народы мира. Этнографические очерки). — 10 000 экз.

Редактор издательства — С. Р. Смирнов. Технический редактор — А. А. Киселёв. Оформление художника — Д. С. Бисти. Корректор — Е. И. Чукина.
Цель настоящей работы — показать читателю современные народы Африки, их жизнь, культуру, борьбу за национальную независимость, за свободу, против колониального порабощения. Авторский коллектив стремился всесторонне охарактеризовать историю происхождения народов Африки, их языки, производство, жилище, одежду, пищу, духовную культуру, семейную, общественную и политическую жизнь. При таком многообразии вопросов и при слабой, а иной раз и полной неизученности отдельных проблем истории и этнографии африканских народов некоторые стороны жизни освещены довольно бегло и неполно.

### Народы Австралии и Океании. (1956)
- Народы Австралии и Океании / Под редакцией С. А. Токарева, С. П. Толстова. — М.: Издательство Академии Наук СССР, 1956. — 854 с. — (Народы мира. Этнографические очерки). — 6000 экз.

Редактор издательства — Б. И. Шаревская. Технический редактор — Н. И. Москвичева. Художник — А. А. Люминарский.
Задача настоящей книги — рассказать о народах, населяющих Австралию и Океанию. Читатель найдет в ней сведения об этническом составе обитателей этих стран, об их происхождении, языках, хозяйстве, быте, общественном строе, культуре в прошлом и настоящем. В книге рассказывается и о старом, исторически сложившемся экономическом и культурном укладе народов этой части света, и о том, как старинный уклад был разрушен или разрушается колониальным империализмом.

### Народы Сибири. (1956)[1]
- Народы Сибири / Под ред. М. Г. Левина, Л. П. Потапова. — М.: Изд-во Академии Наук СССР, 1956. — 1084 с. — (Народы мира. Этнографические очерки). — 5000 экз.

Редактор издательства — А. И. Соболева. Технический редактор — А. В. Смирнова. Корректоры — А. И. Виксне и К. Н. Феноменов.
Русской, и особенно советской, наукой накоплен большой материал до этнографии народов Сибири. Но до сих пор не появлялось ещё сводного, обобщающего труда, который подвел бы итоги сделанному и ознакомил бы читателя с этими народами, возрожденными к новой жизни Великой Октябрьской социалистической революцией. Настоящая книга является первым опытом сводки по этнографии Сибири и рассчитана на широкие круги читателей.
В настоящем томе статьи о народах Крайнего Севера и Дальнего Востока выделены в самостоятельный раздел, который открывается специальной статьей, освещающей основные этапы социалистического строительства у этих народов. Другой раздел посвящён народам южной Сибири. Обоим разделам предпосланы вводные статьи обобщающего характера, в том числе историко-этнографический очерк русского населения Сибири, хозяйство, культура и быт которого оказали огромное влияние на народы Сибири.
В основу нижеследующих описаний отдельных народов и вводных статей легли новые полевые материалы советских исследователей по этнографии, археологии и антропологии, собранные в течение трех-четырёх последних десятилетий, обширные музейные коллекции, хранящиеся в Музее антропологии и этнографии Академии Наук СССР и Музее этнографии народов СССР (б. Этнографический отдел Русского музея) в Ленинграде, и большая этнографическая литература, изданная как в досоветский, так и в советский периоды. Многочисленные экспедиции в Сибирь, организованные за советский период различными научными учреждениями нашей страны, весьма расширили круг источников, обогатили их новыми и ценными материалами. Среди экспедиций было много специально этнографических. Некоторых из участников этих экспедиций уже нет в живых. На фронтах Великой Отечественной войны погибли Г. Д. Вербов, Н. П. Никулыпин, С. М. Стебницкий, Н. Б. Шнакенбург. Скончались в тяжелые месяцы блокады Ленинграда Н. А. Липская и Г. Н. Прокофьев.
Настоящая работа написана в основном коллективом сотрудников Института этнографии АН СССР. Авторская работа над главами тома была распределена следующим образом:
- «Древнее население Сибири и его культура» — А. П. Окладников;
- «Антропологические типы Сибири» — М. Г. Левин;
- «Историко-этнографический очерк русского населения Сибири в дореволюционный период» — Л. П. Потапов (с участием С. В. Иванова, Г. С. Масловой и В. К. Соколовой);
- «Буряты» — К. В. Вяткина;
- «Якуты» — С. А. Токарев, И. С. Гурвич;
- «Алтайцы», «Хакасы» и «Тувинцы» — Л. П. Потапов;
- «Западносибирские татары» — В. В. Храмова;
- «Шорцы» — Л. П. Потапов;
- «Тофалары» — М. А. Сергеев;
- «Национальное строительство у народностей северной Сибири и Дальнего Востока» — М. А. Сергеев;
- «Ханты и манси» — Е. Д. Прокофьева (с участием В. Н. Чернецова и Η. Ф. Прытковой);
- «Ненцы» — Е. Д. Прокофьева (в основу описания дореволюционного быта положена статья Г. Д. Вербова и Г. Н. Прокофьева);
- «Нганасаны» — А. А. Попов;
- «Энцы» — Б. О. Долгих (с использованием материалов Г. Д. Вербова);
- «Селькупы» — Е. Д. Прокофьева (с использованием материалов Г. Н. Прокофьева);
- «Кеты» — А. А. Попов (с участием Б. О. Долгих);
- «Эвенки» — Г. М. Василевич (при участии А. В. Смоляк, с использованием материалов Н. П. Никулыпина);
- «Долганы» — А. А. Попов;
- «Эвены» — М. Г. Левиным (с участием Б. А. Васильева);
- «Негидальцы», «Нанайцы», «Ульчи», «Удэгейцы», «Орочи», «Ороки», «Нивхи» — С. В. Иванов, М. Г. Левиным, А. В. Смоляк (в основу описания дореволюционного быта положены статьи: «Нанайцы» Н. А. Липской, «Ороки» и «Орочи» Б. А. Васильева, «Ульчи» и «Нивхи» А. М. Золотарёва);
- «Юкагиры» — М. В. Степанова, И. С. Гурвич (с участием В. В. Храмовой);
- «Чукчи» — В. В. Антропова, В. Г. Кузнецова (в основу описания дореволюционного быта положена статья Г. И. Мельникова);
- «Эскимосы» — Г. А. Меновщиков (с использованием материалов Н. Б. Шнакенбурга);
- «Коряки» — В. В. Антропова (в основу описания дореволюционного быта положена статья С. Н. Стебницкого и Н. Б. Шнакенбурга);
- «Ительмены» и «Алеуты» — В. В. Антропова.

Руководство работой по подготовке настоящего тома осуществлялось на первом её этапе М. А. Сергеевым, в дальнейшем Б. О. Долгих, М. Г. Левиным и Л. П. Потаповым.
Библиографический список подготовлен авторским коллективом и проредактирован М. А. Сергеевым. Указатель составлен Е. А. Алексеенко, В. П. Дьяконовой и К. В. Якимовой. В подборе иллюстративного материала к статьям, кроме авторского коллектива, принимала участие К. В. Якимова, в редактировании — Б. Г. Гершкович.
Иллюстрации сделаны в основном по коллекциям Музея антропологии и этнографии АН СССР. Список иллюстраций и источников, из которых они заимствованы, а также список заставок и концовок помещены в конце книги.
Цветные таблицы выполнены художницей Т. Л. Юзепчук, большинство графических таблиц художниками К. К. Бекташевым и Η. Н. Соболевым.